# بار بستر

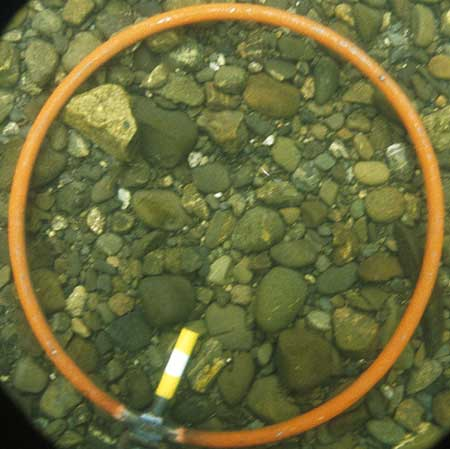
رسوب بار بستر در تالوگ نهر کمپبل در آلاسکا.

اصطلاح بار بستر (به انگلیسی: Bed load)، ذرات موجود در یک سیال جاری (معمولاً آب) را توصیف می‌کند که در طول بستر جریان جابجا می‌شود. بار بستر مکمل بار معلق و بار شستشو است.
بار بستر با غلتیدن، سر خوردن و/یا پرش (جهش) حرکت می‌کند.